# 松尾銀三
松尾 銀三（まつお ぎんぞう、1951年12月26日 - 2001年8月25日）は、日本の声優、俳優。銀プロダクション初代社長。大分県中津市出身。

## 生涯
大分県立中津北高等学校、立正大学文学部卒。
以前は劇団櫂、劇団青杜、青二プロダクション、プロダクションエム・スリーに所属していた。
主宰していた銀プロダクションでは年に数回、『銀プロお笑い劇場』という芝居を行っていた。
2001年8月25日、急性クモ膜下出血に倒れ急逝。49歳没。松尾自身が代表を務める事務所や劇団の運営、さらに外部への客演、アフレコなどを含め、寝る間も無く働き詰めだったのが寿命を縮めた原因とされる。『犬夜叉』の放映中に訃報のテロップが流れた。
2001年夏、東映アニメフェアで上映された『デジモンテイマーズ』と『キン肉マンII世』が両方事実上最後の作品となった。なお、『も〜っと! おジャ魔女どれみ』で持ち役だったオヤジーデは、ラスト出演となった第30話（2001年9月2日 放送）の後『おジャ魔女どれみドッカ〜ン!』第1話（2002年2月3日 放送）で金光宣明出演で復活するまで登場しなくなった。

## 人物
ギャグ、コメディ作品にはなくてはならないコメディーリリーフの一人だった。
『ちびまる子ちゃん』シリーズでは萩本欽一、牧伸二、ケーシー高峰などの役を演じていたこともあった。
高校時代は放送部に所属し、放送コンクールに応募する放送劇に取り組んでいた。
声優、俳優になる前は東京都新宿区のバーで雇われて、マスターとして働いていた時期もある。
その頃、世に出なかったが、ビーボのビーボコーヒーZのラジオCMのCMソング『Wildに愛して』を歌ったことがある。
作詞・作曲・編曲・コーラスを担当していた鐸木能光によると行きつけで来ていた音楽出版社の人物から紹介されたフリーのディレクターが持って来た「誰が聴いてもあの人の曲をあの人が歌っているように作れないか」という依頼もあり、ラジオCMの制作費総予算40万円でその曲を制作。1980年頃に東京都内のスタジオのスタジオJACKで録音。ラジオCMは完成するもそのディレクターは行方不明になった。
鐸木とは何度かやりとりしていた時期もあり、バラエティ番組『森田一義アワー 笑っていいとも!』の素人オーディションに鐸木が書いていた曲に振り付けをして乗り込んだりもしていた。
特技は作詞、作曲、歌、物真似。資格は普通自動車免許、自動二輪中型免許。

## 後任
松尾の死後、持ち役を引き継いだ人物は以下の通り。ただし、声優を総入れ替えした作品については対象外としている。
| 後任       | 役名               | 該当作品                                                                          | 後任の初担当作品                                          |
| ---------- | ------------------ | --------------------------------------------------------------------------------- | --------------------------------------------------------- |
| 江川央生   | 成金土地田エ門     | 『忍たま乱太郎』                                                                  | 第14期                                                    |
| 島田敏     | ヘムヘム           | 『忍たま乱太郎』                                                                  | 第10期                                                    |
| 島田敏     | ビフ               | 『スクライド』                                                                    | 第17話                                                    |
| チョー     | ビフ               | 『スクライド』                                                                    | 『スクライド オルタレイション』                           |
| チョー     | 野原銀の介         | 『クレヨンしんちゃん』                                                            | 第429話Bパート                                            |
| 鈴木勝美   | じいちゃん         | 『犬夜叉』                                                                        | 第47話                                                    |
| 鈴木勝美   | ブヨ               | 『犬夜叉』                                                                        | 第47話                                                    |
| 園部啓一   | 農夫               | 『ドラゴンボールZ』                                                               | 『ドラゴンボール改』                                      |
| 茶風林     | チーフ・ブル       | 『天外魔境 第四の黙示録』                                                         | PSP版                                                     |
| 龍田直樹   | ゴンスケ           | 『ウメ星デンカ 宇宙の果てからパンパロパン!』                                      | 『ウメ星デンカ＆ドラえもん「パンパロパンのスッパッパ!」』 |
| 山崎たくみ | セイウチン         | 『キン肉マンII世』映画第1作                                                       | テレビアニメ第1期                                         |
| 金光宣明   | オヤジーデ         | 『おジャ魔女どれみ』シリーズ                                                      | 『おジャ魔女どれみドッカ〜ン!』                           |
| 山寺宏一   | 卵焼き家老         | 『それいけ!アンパンマン』                                                         | 第1401話Aパート                                           |
| 山寺宏一   | ゆずじいや         | 『それいけ!アンパンマン』                                                         | 第644話Bパート                                            |
| 中村大樹   | ゆずじいや         | 『それいけ!アンパンマン』                                                         | 第1470話Aパート                                           |
| 立木文彦   | 寿泰三             | 『超GALS!寿蘭』                                                                   | 第25話                                                    |
| 立木文彦   | オッサン           | 『GHOST IN THE SHELL / 攻殻機動隊』                                               | 『GHOST IN THE SHELL / 攻殻機動隊2.0』                    |
| 大場真人   | スモーカー         | 『ONE PIECE』                                                                     | 第94話                                                    |
| 辻親八     | ジン・ジャハナム   | 『機動戦士Vガンダム』                                                             | 『SDガンダム GGENERATION SPIRITS』                        |
| 稲田徹     | ブルム・ブロックス | 『新機動戦記ガンダムW デュアルストーリー G-UNIT』(SDガンダム GGENERATIONシリーズ) | 『SDガンダム GGENERATION OVER WORLD』                     |
| 間宮康弘   | チーフテン         | 『勇者警察ジェイデッカー』                                                        | 『スーパーロボット大戦30』                                |

## 出演（俳優）

### テレビドラマ
- いつか誰かと
- 君の瞳をタイホする!
- 外科医有森冴子
- 翔ぶが如く
- 振りむけば春

### 舞台
- 三軒茶屋物語
- 世田谷線物語
- ひまわり繁盛記
- 開け!!ゴマ

## 出演（声優）
太字はメインキャラクター。

### テレビアニメ
1987年
- エスパー魔美（古本屋、国語の先生、老人、応援団幹部A、刑事B、アナウンサー、老人ランナー、先生、作業員、客、男、パパの同窓生C、警官B、宇野目、小杉亮太、魔美の祖父、記者、漫才師A、ソバ屋、魚源）
- シティーハンター（1987年 - 1988年、工藤、看守、客B、魚屋、執事、社長、中国人、長老A、ラーメン屋）

1988年
- 美味しんぼ（1988年 - 1989年、社員C、客D、サラリーマンA、田中社長 他）
- ゲゲゲの鬼太郎（第3作）（工場長）
- 魁!!男塾（巡査A、江戸川、豪学連B）
- シティーハンター2（社長）
- つるピカハゲ丸くん（1988年 - 1989年、町長、宿題仮面、のむらしんぼ）
- トランスフォーマー 超神マスターフォース（監督）
- ビックリマン（魔井DO、IDO弁慶、地念魔、魔縮小）
- ひみつのアッコちゃん（1988年 - 1989年、大将の父〈赤塚文造〉、犯人、又造）
- ビリ犬（1988年 - 1989年、ドカ、先生 他）

1989年
- 悪魔くん（1989年 - 1990年、老紳士、グラシアラポラス、バルバドス）
- おぼっちゃまくん（1989年 - 1992年、亀長老、ドクターモー、ブタ、おまわりさん、底尾 他）
- かりあげクン（中原社長、主任さん、山下、刑事、岡友）
- キテレツ大百科（1989年 - 1991年、遠山、安田文平）
- シティーハンター3（ボス）
- 獣神ライガー（男B）
- 新ビックリマン（おデジん）
- ドラゴンボール（ウンナン）
- ドラゴンボールZ（農夫）
- ビリ犬なんでも商会（ドカ、ダンキチの父、店の主人、あかねの父、運送屋、アナウンサー）
- 魔動王グランゾート（ステファン〈老人〉）
- YAWARA!（1989年 - 1991年、チリ紙交換、老人B、運転手）
- 笑ゥせぇるすまん（牛河 他）

1990年
- ちびまる子ちゃん（第1期）（牧伸二、ケーシー高峰）
- チンプイ（八百屋）
- 八百八町表裏 化粧師
- まじかる☆タルるートくん（1990年 - 1992年、快楽ズコピュー、マハラパー、庄屋）
- 魔法使いサリー（1989年版）（1990年 - 1991年、作業員、時のカメ）
- もーれつア太郎（女形）
- 私のあしながおじさん（医者、男）

1991年
- 緊急発進セイバーキッズ（1991年 - 1992年、オメガ）
- 21エモン（男A、水の宇宙人、お客、ワンダラー星人B、ラッピー、タコ、クマ、族長ギギ、盗賊A）

1992年
- クレヨンしんちゃん（1992年 - 2001年、野原銀の介〈初代〉、社員A、親父、マネージャー）
- 超電動ロボ 鉄人28号FX（エルビス弟）
- ママは小学4年生（社長）

1993年
- 機動戦士Vガンダム（1993年 - 1994年、ジン・ジャハナム）
- 剣勇伝説YAIBA（1993年 - 1994年、宿主、ハンゲツ）
- GS美神（コンプレックス妖怪）
- 疾風!アイアンリーガー（ブラックマン）
- ドラえもん（巡査、ファンタ爺ヤ）
- 忍たま乱太郎（1993年 - 2001年、ヘムヘム〈初代〉、しんべヱのパパ〈代役〉、横槍入十郎、アマクチカライ、埃田貝蔵、一刀斎、タヌキ顔の男、竹林番駄、羽黒弟、成金土地田ヱ門〈初代〉 他）
- バトルスピリッツ 龍虎の拳（ジャック・ターナー）

1994年
- 景山民夫のダブルファンタジー 南洋ホテル（入国管理官）
- 機動武闘伝Gガンダム（クイーン・ザ・スペード）
- 美少女戦士セーラームーン シリーズ（1994年 - 1996年、教頭、署長） - 2シリーズ
- BLUE SEED（1994年 - 1995年、父親、幕寮長）
- 勇者警察ジェイデッカー（1994年 - 1995年、ボブ稀井、チーフテン、ブラックチーフテン）
- レッドバロン（1994年 - 1995年、アシモフ博士）

1995年
- アニメ世界の童話（モグラ）
- 行け!稲中卓球部（上原、ガポネ）
- 空想科学世界ガリバーボーイ（プラトン）
- クマのプー太郎（1995年 - 1996年、ヒーン親父、おこる象）
- 神秘の世界エルハザード（シャノワール）
- バーチャファイター（1995年 - 1996年、ヤン・ウェイミン、ヤン・ホンロン）
- ヤンボウ ニンボウ トンボウ（王様）

1996年
- ゲゲゲの鬼太郎（第4作）（1996年 - 1998年、黒岩、浅間教授、百々じい、いやみ、市長、モウリョウ）
- 地獄先生ぬ〜べ〜（1996年 - 1997年、金田勝、校長先生）
- 超者ライディーン（ケルピー兄）
- ちびまる子ちゃん（第2期）（欽ちゃん、ビートたけし）
- 天空のエスカフローネ（キオ、ルム、魔道士C）
- ハーメルンのバイオリン弾き（シュリンクス王）
- 名探偵コナン（1996年 - 1998年、男B、隅井豪、風岩戸）
- るろうに剣心 -明治剣客浪漫譚-（小隊長）

1997年
- キューティーハニーF（1997年 - 1998年、団兵衛、将軍）
- 金田一少年の事件簿（1997年 - 2000年、香山三郎、矢荻久義、上司、父親、玄武徳一、朱雀齋介）
- 忍ペンまん丸（ミスターボロット）
- HARELUYA II BØY（日々野晴霽、ボディーガード）
- HAUNTEDじゃんくしょん（沼の霊）
- 夢のクレヨン王国（1997年 - 1999年、トーフモン、茶色大臣）

1998年
- サイレントメビウス（ツァイリーム）
- 超魔神英雄伝ワタル（フトント、ゴンタコス）
- ドクタースランプ（1998年 - 1999年、召し使い、王様）
- 南海奇皇（竹末芳幸、ンボ）
- 花さか天使テンテンくん（1998年 - 1999年、フクジン）
- ひみつのアッコちゃん（第3作）（大将の父）
- まもって守護月天!（建設業者）
- ロスト・ユニバース（武器商人）

1999年
- イソップワールド（バッファロー、黒ヒョウのボス、ビーバーお父さん）
- エデンズボゥイ（オルトラン、ゲルダミッシュ）
- おジャ魔女どれみ（1999年 - 2001年、オヤジーデ〈初代〉、殿） - 3シリーズ
- ジバクくん（ガマ頭巾）
- それいけ!アンパンマン（1999年 - 2000年、ゆずじいや〈初代〉、卵焼き家老〈2代目〉、クマ市長〈2代目〉）
- デジモンアドベンチャー（トノサマゲコモン）
- Bビーダマン爆外伝V（サバタボン）
- 魔法使いTai!（店長）
- モンスターファーム〜円盤石の秘密〜（ジャガーノート隊長）

2000年
- 犬夜叉（2000年 - 2001年、じいちゃん〈初代〉、ブヨ〈初代〉）
- 週刊ストーリーランド（銀行員、悪人、警官、審査員）
- デジモンアドベンチャー02（トノサマゲコモン）
- ファーブル先生は名探偵（クワガタ警部）
- ONE PIECE（2000年 - 2001年、スモーカー〈初代〉）

2001年
- スクライド（ビフ〈初代〉、P.P.）
- 超GALS!寿蘭（寿泰三〈初代〉）

### 劇場アニメ
1987年
- 勝利投手（ドラキチ）

1989年
- ひみつのアッコちゃん（大将の父〈文造〉）

1990年
- 魔法使いサリー（昆虫の妖精）

1992年
- 紅の豚

1993年
- Dr.スランプ アラレちゃん んちゃ!ペンギン村はハレのち晴れ（校長先生）

1994年
- ウメ星デンカ 宇宙の果てからパンパロパン!（ゴンスケ）
- ストリートファイターII MOVIE（ディージェイ）

1995年
- GHOST IN THE SHELL / 攻殻機動隊（オッサン）
- 2112年 ドラえもん誕生（ドクター）
- マクロス7 銀河がオレを呼んでいる!（ミゲル）

1996年
- ウルトラマンカンパニー（レッキンくん）
- 映画 忍たま乱太郎（ヘムヘム）
- (超)劇場版!地獄先生ぬ〜べ〜（金田勝）

1997年
- キューティーハニーF（団兵衛）
- 劇場版 地獄先生ぬ〜べ〜 午前0時ぬ〜べ〜死す!（金田勝）
- ゲゲゲの鬼太郎 おばけナイター（小豆とぎ）
- 劇場版 天地無用! 真夏のイヴ
- ドラえもん のび太のねじ巻き都市冒険記（ホクロ）

2000年
- エスカフローネ（キオ、ルム）
- クレヨンしんちゃん 嵐を呼ぶジャングル（銀之助）
- ジャングル大帝（トミー）
- 人狼 JIN-ROH

2001年
- キン肉マンII世（セイウチン）
- クレヨンしんちゃん 嵐を呼ぶ モーレツ!オトナ帝国の逆襲（銀之助）
- デジモンテイマーズ 冒険者たちの戦い（浦添ワタル）

### OVA
1987年
- 妖獣都市（空港の魔界A）

1988年
- 遠山桜宇宙帖 奴の名はゴールド（男C）
- ハーバーライト物語（巨男）

1990年
- 宇宙船製造法（堂毛）
- ひとりぼっちの宇宙戦争（源田）

1991年
- 機動戦士ガンダム0083 STARDUST MEMORY（アロイス・モズリー）
- シャコタン☆ブギ（1991年 - 1992年、コマちゃん） - 3作品
- 人魚の森（呼び込み）

1993年
- 代紋TAKE2 第II章（仲西建造）

1994年
- 銀河英雄伝説
- まじかるマホ（グランパ）
- ヤンキー烈風隊5 血の掟!遠州血゛獄一家（粕谷伸吉）

1998年
- 火宵の月〜秋狂言〜（後醍醐天皇）

1999年
- MASTERキートン（給仕）

2000年
- ブラック・ジャック（長谷川）

### ゲーム
1996年
- クマのプー太郎 空はピンクだ!全員集合!!（それダメっす）（ヒーン親父）

1997年
- エイブ・ア・ゴーゴー（マドカン族長老）
- クーロンズゲート（季弘、木彫りの僧侶）
- ダークハンター（矢部修三、倉持治） - 2作品
- 天外魔境 第四の黙示録（チーフ・ブル）
- 忍ペンまん丸（ミスターボロット）

1998年
- 火星物語（セージ）
- ゼルドナーシルトSpecial（アントニオ）
- 超魔神英雄伝ワタル ANOTHER STEP（カネワ・アルゾウ）
- はいぱぁセキュリティーズ2（五郎丸文太）
- 雷弩機兵ガイブレイブ2（ヴァルター博士）

2000年
- SDガンダム GGENERATION（2000年 - 2001年、クイーン・ザ・スペード、ブルム・ブロックス） - 2作品
- 裏技麻雀〜これって天和ってやつかい〜（どぶ六）

2001年
- 松本零士999 〜Story of Galaxy Express 999〜（ラーメン屋のおやじ）
- Memories Off 2nd（サブキャラクター）
- レガイア デュエルサーガ（ボス）
- ONE PIECE グランドバトル!（スモーカー）
- ONE PIECE とびだせ海賊団!（スモーカー）

2005年
- 新世紀勇者大戦

### CD
- インフェリウス惑星戦史外伝 CONDITION GREEN（ハービー・ギャグニー）
- ラ・ジオブリーダーズ「FIELD OF MADNESS」（ヒデマロ）
- ルビーCDコレクション版そして春風にささやいて（赤池光三）
- ドラマCD版クロックタワーゴーストヘッド（御堂島崇）

### 吹き替え

#### 映画
- ブレーキ・ダウン（ベルズダイナーのバーテンダー〈ジャック・マクギー〉）※日本テレビ版
- 星の王子 ニューヨークへ行く（家主〈フランキー・フェイソン〉）※日本テレビ版

#### ドラマ
- ジム・ヘンソンのストーリーテラー（死神、悪魔たち）

#### アニメ
- シルベスター&トゥイーティー ミステリー（ヘクター）
- スター・ウォーズ ドロイドの大冒険（ガー・カイボ・レン＝チャ）※VHS版
- スティーブン・スピルバーグのトゥーンシルバニア
- ドラ猫大将（ベニ公）※VHS版

#### 人形劇
- きかんしゃトーマス 魔法の線路（ディーゼル10）

### CM
- カメラの田中（へんな客）
- 公共広告機構「1984年度CM 迷惑の輪」（劇団櫂のメンバーとして出演）
- SDバトル大相撲 平成ヒーロー場所
- 二光お茶の間ショッピング「白鶴」（社員）
- 週刊TVガイド（電柱おじさん）
- スターライトエクスプレス（評論家おじさん）
- 大東ミリオンカード（易者）
- 東レグループ（野球部員）
- 日本かつお・まぐろ漁業協同組合（旦那）
- ミュータント・タートルズ 玩具CM（ナレーター）
- SDバトル大相撲 平成ヒーロー場所

### VP
- キヤノン「キャノファックス」
- 小平産業「トラックショー96」
- シエットGP1 Vol1,2
- 都衛生局「こうして起こった食中毒」
- 日本航空新入社員用教育ビデオ
- 明治牛乳「牛乳の歴史」

### テレビ番組
- とんねるずのみなさんのおかげです「仮面ノリダー」 - ナレーター

### その他コンテンツ
- 地上20メートル空中ファック（ソフト・オン・デマンド） - 実況